# Топлоелектрическа централа
Топлоелектрическа централа или топлоелектроцентрала (съкратено ТЕЦ) е електрическа централа, при която чрез водна пара под налягане се задвижват турбини и се произвежда електричество. Понякога също се произвежда и гореща вода или пàра за домашна или индустриална употреба. Водната пàра в ТЕЦ се произвежда чрез изгаряне на въглища, природен газ или друго изкопаемо минерално гориво.

## История
Първата електроцентрала в света е построена през 1883 г. в Манхатан от Томас Едисън (Pearl Street Station). Тя е произвеждала два типа енергия: електрическа и топлинна. На английски този вид комбинирано производство на енергия се нарича „cogeneration“ или „combined heat and power“ (CHP), а централите се наричат „CHP plant“ (на български – „Централа с комбинирано производство“  или „когенерационна централа“).
От английското понятие за комбинирана топлинна и електрическа енергия идва руската дума „Теплоэлектроцентраль“ или ТЭЦ (тъй като първите подобни централи в Източна Европа са били в Съветския съюз), откъдето идва и българското Топлофикационна Електрическа Централа, Топлоелектроцентрала или ТЕЦ. Така в ежедневието в съкращението „ТЕЦ“ са свързани двете понятия за ток + топло.
Тези централи са били на базата на изкопаеми горива. В ранните години такива централи са се строили само в големите градове (или в непосредствена близост до тях), за да може да се оползотвори максимално произведена енергия, като не се губи топлинна енергия по трасето. По-късно, когато потреблението на електроенергия нараства, започват да се строят същите, но вече по-големи и съответно по принуда извънградски централи. Тяхната цел вече е била само снабдяване с електрическа енергия. Тогава понятието за „топлофикация“ отпада от общото понятие за „ТЕЦ“, но тъй като принципът на работа е същият (тоест, все са пароцентрали), името „ТЕЦ“ все пак си остава (например централите в комплекс Марица изток). Така частицата „топло-“ постепенно губи значението си за „градско отопление“ и придобива вторично тълкуване – като за топлата пàра, която задвижва турбините в пароцентралата. Всъщност не само ТЕЦ-овете, а повечето видове електроцентрали, включително АЕЦ и повечето видове слънчеви електроцентрали, използват водна пара като двигател на турбините.
Поради тази причина, думата ТЕЦ вече придобива няколко свързани, но все пак различни значения:
централи:
- централа с комбинирано производство или когенерационна електроцентрала – оригиналното понятие
- електроцентрала на база изкопаемо гориво или конвенционална електроцентрала [2]
- пароцентрала – каквато всъщност е всяка една централа задвижвана от водна пàра, вкл. ТЕЦ, АЕЦ и др.

- погрешно обяснение на понятието отоплителна централа (вж. по-долу)

подстанции:
- квартална топлоенергийна подстанция
- абонатна топлоенергийна подстанция в (мазето на) жилищна кооперация

понятия:
- градско отопление (топлофикация)
- парно отопление в жилище/жилищна кооперация

Последните две понятия водят до това в началото на зимата да се казва, че се „пуска ТЕЦ-а“ – т.е. парното отопление – в градовете, а после и по местности/сгради; същевременно, самите топлоелектрически централи работят не само целогодишно, ами и денонощно, тъй като те непрекъснато произвеждат и ток, и топла вода .

## Когенерация
Много пароцентрали на база изкопаемо гориво, особено тези в населени места, всъщност са „централи с комбинирано производство на електрическа и топлинна енергия“ – като например ТЕЦ София.
Този вид когенерационни електроцентрали са по-ефективни, тъй като използват отпадъчната топлинна енергия от производството на ток (която много електроцентрали просто изхвърлят през охладителните си кули) за отопляване на околните местности. През подземни топлопроводи може да се снабдява топлинна енергия в радиус от няколко километра. (Количеството пàра изхвърлено от охладителните кули на когенерационни централи е много по-малко, отколкото на други видове пароцентрали, тъй като голяма част от топлинната енергия се оползотворява.)
В днешно време количеството произведено електричество в когенерационни централи по-скоро е вторично и зависи от производството на топлинна енергия, отколкото обратното: за много ТЕЦ-ове, особено в България, (защото законодателството така определя) е по-точно да се каже, че пàрата, която се произвежда за отопление също се използва и за електропроизводство, отколкото да се каже, че отпадъчната пàра от електропроизводството се използва за отопление, както е било в битието на когенерацията. Това е така, защото вече съществуват много мощни централи с единственото предназначение да произвеждат електроенергия, докато повечето когенерационни централи са с основното предназначение да снабдяват топла вода и парно отопление. (Например, към 2007 г., ТЕЦ София има осем парогенератора с обща мощност 1700 МВт (т) и четири турбогенератора с обща електрическа мощност 125 МВт (е); същевременно, инсталираната електрическа мощност на ТЕЦ Варна е 1260 МВт (е).)

### Тригенерация
Освен когенерационните, съществуват и тригенерационни (trigeneration или combined cooling, heating, and power generation – CCHP) централи, които освен отопление, също така снабдяват и охлаждащ въздух за климатични инсталации, като например
нюйоркската КонЕд.

### Българско законодателство
Поради по-високата си енергийна ефективност, според чл.33 на Закона за енергетиката , такива когенериращи централи (както и централи използващи възобновяеми енергийни източници като вода, вятър, слънце и т.н.) се облагат с „преференциални цени“, т.е. те могат да продават произведеното си електричество на НЕК за по-скъпо, тъй като по-малко вредят на околната среда.
Разликата в цената е голяма: НЕК купува ток от когенерационните централи на Топлофикация София и Топлофикация Сливен за 279,71 лв/МВтч (в сила от 1 януари 2012 г.) и 129,93 лв/МВтч (в сила от 09.2011 г.); същевременно, от обикновените пароцентрали ТЕЦ Бобов дол и ТЕЦ Марица-Изток III НЕК купува ток за два пъти по-ниски цени, а именно за 63,1 лв/МВтч и 69,54 лв/МВтч.
Цените за атомната енергия са най-ниски: от АЕЦ Козлодуй НЕК купува ток за 15,3 лв/МВтч (вж.  и  Архив на оригинала от 2008-03-12 в Wayback Machine.), тъй като това енергийно производство е най-евтино – за получаване на енергията от деленето на 1 кг уран е необходимо да се изгорят хиляди тонове въглища!

## ТЕЦ в България
1895 г. – в Перник светва първата електрическа крушка в България.
1899 г. – в Перник е построена първата електроцентрала в България. Използвана е за осветление на пресевната фабрика и района около нея.
Първата ВЕЦ в България е ВЕЦ Панчарево, построена през 1900 г. с капацитет 1,72 МВт, за да снабдява София с електроенергия.
През 1944 г. в България е имало 117 предимно малки, местни електроцентрали, с общ капацитет 130,5 МВт и общо годишно производство 310 800 МВтч. От тях, най-мощната централа е ТЕЦ Курило с капацитет 15 МВт. (Най-мощният ВЕЦ е бил на р. Въча, с капацитет 7 МВт, а най-големият дизелов генератор: Мадан – 1,2 МВт.) Тези електроцентрали са снабдявали 13% от всичките населени места в страната или 40% от населението. През 1938 – 39 г., потреблението на глава на населението е било 42 кВт (сравнено с 230 кВт средно в света, и 500 – 800 кВт в „най-развитите европейски държави“ ).
ТЕЦ София се строи през 1949 г., за да снабдява столицата с електроенергия; през 1955 г., той започва да снабдява и топлинна енергия (вж. по-долу).
През 1982 г. в страната има в изправност 234 електроцентрали с общ капацитет 9499 МВт и общо годишно производство 40 135 000 МВтч (152 пъти повече отколкото през 1939 г. ). От тези, 140 са ТЕЦ-ове (с общ капацитет 5844 МВт и годишно производство 26 660 000 МВтч), 87 – ВЕЦ-ове (1895 МВт – 3 049 000 МВтч) и един АЕЦ – Козлодуй (1700 МВт – 18 746 000 МВтч). Общото производство се равнява на 4,5 МВтч на глава от населението.
От общата произведена електроенергия, 2 711 000 МВтч се изнасят общо през 1982 г. за Турция, Югославия и Гърция.

## Видове централи
Принципът на действие на почти всички електроцентрали на изкопаемо гориво е подобен: въглищата или газта се изгарят като загряват водата във водогрейните котли. Тази вода се превръща в пàра, която задвижва турбогенераторите, след което влиза в градската мрежа (в ТЕЦ), или направо влиза в градската мрежа (за отопление – в ОЦ), или се връща в централата за допълнително ползване (във всякакви други пароцентрали. При ТЕЦ-овете с комбинирано производство, първо се произвежда електрически ток, след което, вместо да се охлажда водата и използва наново за ток, влиза в топлофикационната мрежа.

### Когенерационни централи
вж. също: Когенерация, Пароцентрала
Официално наричани централи с комбинирано производство на електрическа и топлинна енергия , тези ТЕЦ-ове разпределят произведената от тях пàра из околните местности чрез подземни „магистрали“.
В България централите, произвеждащи топлинна енергия са собственост на топлофикационните дружества в даден град. Тези дружествата имат лицензии за производството и на топлинна, и на електрическа енергия от централите с комбинирано производство, обаче по закон нямат правомощия над електрическата. Съответно те са длъжни да я продават на НЕК, откъдето тя се разпределя из държавната мрежа.
Голямата положителна точка на когенерационните централи за клиентите, особено с помощта на по-високите продажни цени на електроенергията е, че могат да се спазват по-ниски цени на топлинната енергия (ако правилно се ръководи дружеството).

### Централи, произвеждащи само електроенергия кондензационни централи
Тези централи работят на същия принцип като всеки друг ТЕЦ, с единствената разлика, че се произвежда основно електроенергия. Пàрата, разширяваща се в турбината, не се използва за снабдяване с топлина на населени места или промишлени предприятия. Пример за такива са централите в Комплекс Марица-Изток.

### Кондензационна централа
Кондензационните централи са подкатегория на пароцентралите, в които става по-ефективно производството на електроенергия чрез кондензация на пàрата в специален кондензатор, обикновено повърхностен тип, след разширението ѝ в парната турбина кондензатор.

### Отоплителна централа
Поради отоплителните функции на повечето централи, особено тези в големите градове, думата „ТЕЦ“ в българския език е станала синоним за по-ограничените отоплителни централи (ОЦ). Те произвеждат само топлинна енергия (за топла вода и „парно“ отопление); те нямат турбогенератори, с които да произвеждат ток. От 50 години пàра не се използва директно за отопление, но е останало по традиция.
Пример на такава централа е ОЦ Земляне в софийския жк Красна Поляна, която повечето хора обичайно, макар и неправилно, наричат „ТЕЦ Земляне“.

#### Характеристика
В сравнение с комбинираното производство на електро и топлоенергия отоплителните централи използват изгаряното гориво неефективно, тъй като не оползотворяват цялата енергия. В западния свят такива централи са строени най-вече през 19 век, защото топлофикационните компании (например нюйоркската ConEd) са били (и все още са) частни дружества, занимаващи се само с градско отопление, докато снабдяването с електроенергия се е извършвало от друга компания. Отоплителните централи са значително по-евтини за строителство и експлоатация.

#### ВОЦ
Освен ОЦ-ове, също така има и по-малки 'временни отоплителни централи' – ВОЦ, които се използват, когато има по-високо потребление на топлинна енергия, основно през зимните месеци или докато се построят основните източници на топлина. В София има девет ВОЦ-а. Общо погледнато, един ВОЦ има около 1/10 от инсталираната топлинна мощност на една ОЦ.

### Охладителни кули
През охладитените кули се разсейва в околната среда топлината след разширението на пàрата в турбината. Разсейването на топлината в околната среда е физическо присъщо на процеса на електропроизводство в парна турбина (според Втория закон на термодинамиката). Това разсейване става, като след разширението в турбината, пàрата постъпва в кондензатора, където се охлажда от постоянно циркулираща вода. Обикновено кондензаторът е повърхностен тип и охлаждащата вода не се смесва с охлажданата пàра. Охладената, кондензирана пàра се връща в цикъла на паротурбинната инсталация. Циркулиращата в кондензатора вода се охлажда много често в охладителни кули. Охлаждането става основно с изпарение на падащата като дъжд в кулата вода и частично от директното охлаждане при топлообмена с въздуха. Въздухът за охлаждане на циркулиращата вода се движи през охладителната кула от разликата на температурите вътре и отвън на кулата. Това са кулите с естествена тяга. В по-редки случаи се използват вентилатори над кулите за повишаване на разхода на охлаждащия въздух (кули с принудителна циркулация).
Охлаждането на кондензатора може да стави и директно с проточна вода от достатъчно голяма река: АЕЦ Козлодуй, ТЕЦ Русе изток, ТЕЦ Видин, езеро-охладител (естествено или по-често изкуствено) или море: ТЕЦ Варна. Използват се и комбинации от охладителна кула и езеро-охладител: ТЕЦ Марица изток 2.

## Топлофикация
Думата ТЕЦ понякога се използва със значението „топлофикация“. Топлофикация, или градско отопление, се нарича системата, при която гореща вода (както и пàра, нужна за някои индустриални цели), получена при процеса на производство на електроенергия от топлоелектрическа централа, се доставя чрез подземни тръби до околните на нея местности в радиус, който може да достигне десетина километра.